# 迦太基 (德克薩斯州)
迦太基（英語：Carthage）是一個位於美國德克薩斯州帕諾拉縣的城市。根據2010年美國人口普查，該地共人口6779人，而該地的面積約為27.30平方千米。同時該地也是帕諾拉縣的縣治。

## 地理
迦太基的座標為32°09′23″N 94°20′32″W / 32.15639°N 94.34222°W，而該地的平均海拔高度為95米（即312英尺）。